# کاراشی

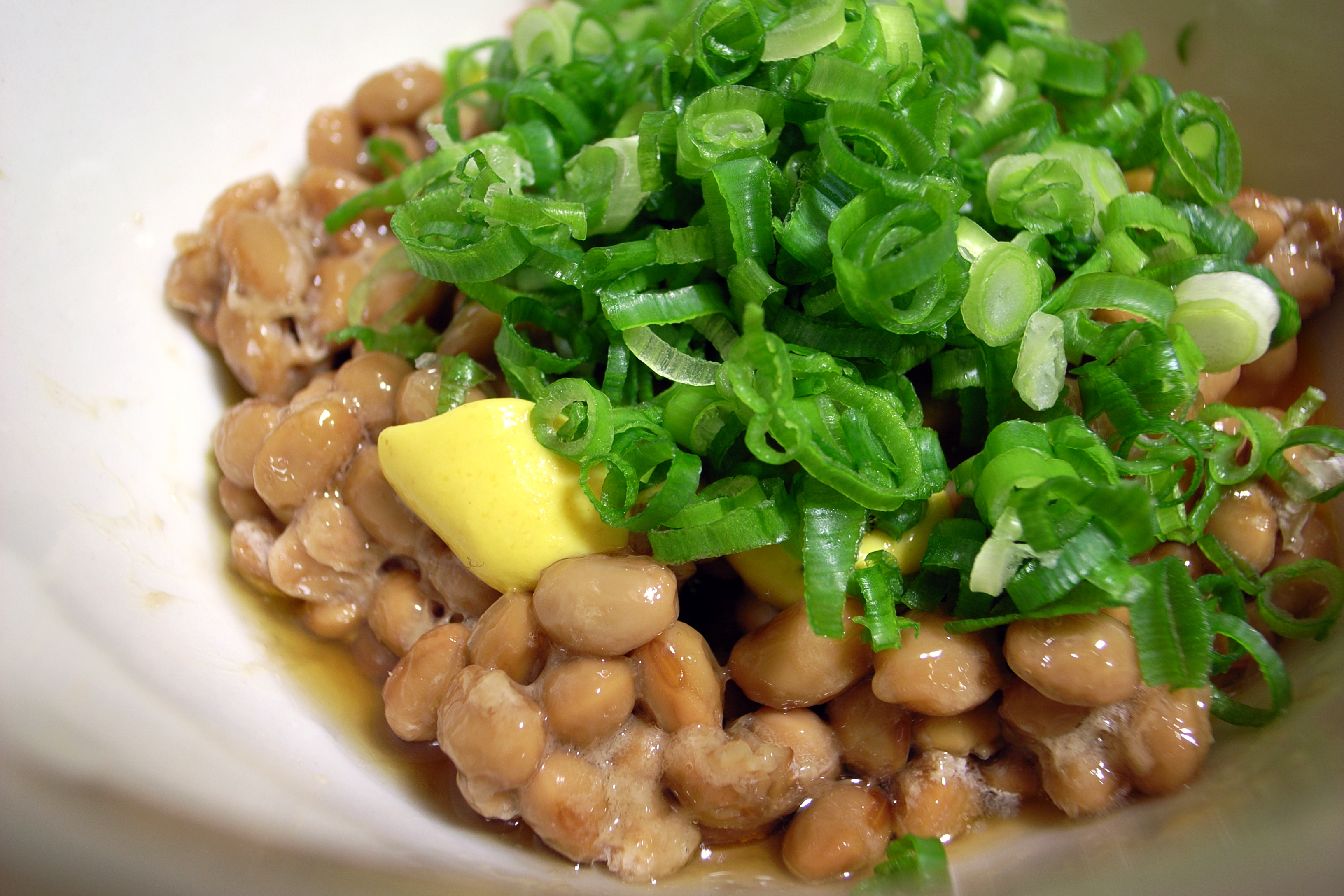
کاراشی به رنگ زرد بر روی ناتو دیده می‌شود.

کاراشی (به ژاپنی: 辛子 からし) (به انگلیسی: Japanese mustard) یک نوع چاشنی است که در آشپزی ژاپنی به کار می‌رود. منشأ آن از یکی از انواع گیاه شب‌بویان به نام کاراشینا است. رنگ آن به رنگ زرد، بوی آن بسیار تند و طعم آن نیز بسیار تند است.